# Brownsea Island

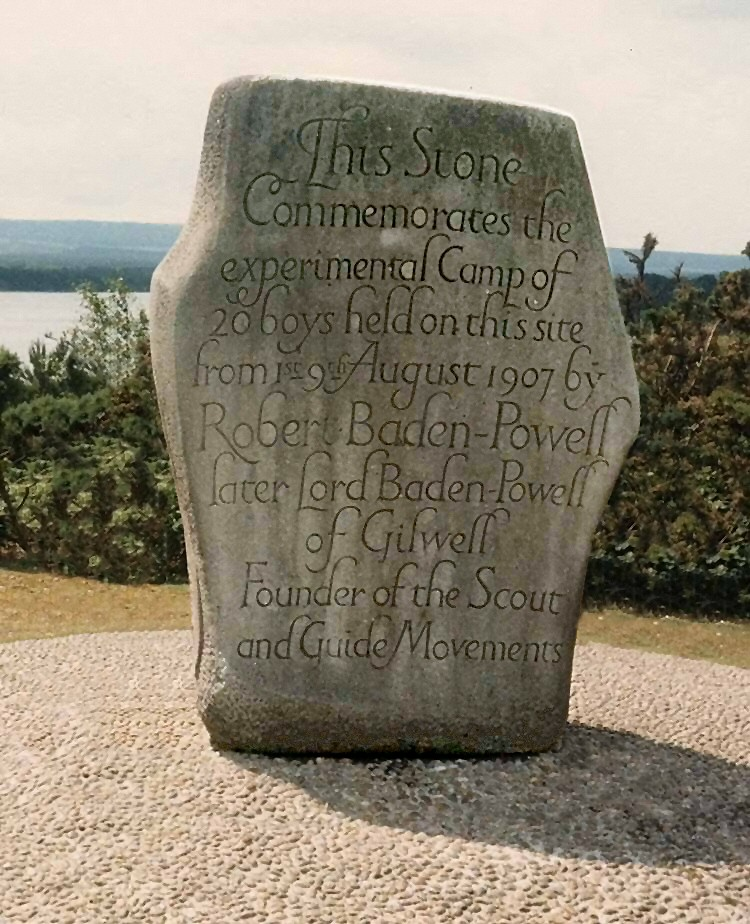
Gedenkstein zur Gründung der Pfadfinderbewegung

Brownsea Island (altertümlich auch bekannt als Branksea) liegt in der Hafeneinfahrt von Poole Harbour. Es ist ein großer Naturhafen bei Poole, im Süden Großbritanniens. Die kleine Insel kann innerhalb von 2 Stunden umwandert werden. Sie steht unter Naturschutz, auch weil sie Nistplatz für Graureiher und Seidenreiher, Winterquartier für Säbelschnäbler sowie neben der Isle of Man der letzte Lebensraum des Eurasischen Eichhörnchens in England ist.
Auf dieser Insel fand vom 25. Juli bis 9. August 1907 das erste Probelager der Pfadfinder mit 20 Jungen, durchgeführt von Robert Baden-Powell, statt. Baden-Powell reiste einige Tage vor den 20 Jungen an, um das Lager vorzubereiten. Die Jungen, die in vier Patrols eingeteilt wurden, trafen am 30. Juli 1907 ein. An diesem Abend fand das erste Lagerfeuer statt, der Morgen des 1. August 1907 gilt als der Beginn der Pfadfinderbewegung.
Die Insel ist durch Tiden bedroht, die Land nach und nach abtragen. Sie ist außerdem ein beliebtes Touristenziel, weil auf ihr neben den bereits erwähnten Roten Eichhörnchen auch noch Pfaue, Fasane und Rotwild leben.
Es ist nur den Mitgliedern der zwei Weltpfadfinderbünde World Organization of the Scout Movement und World Association of Girl Guides and Girl Scouts gestattet, auf Brownsea Island zu übernachten, alle anderen Besucher müssen die Insel mit der letzten Fähre um 17:00 Uhr verlassen. Auf der Insel darf kein Feuer gemacht werden, da sie ein großes Torfvorkommen besitzt.
Auf Brownsea befindet sich ein altes Fort und wenige alte Wohnhäuser sowie die Reste einer Tonbrennerei.

## Geschichte

### Frühe Geschichte
Die ersten Zeichen einer Siedlung entstanden im 5. Jahrhundert v. Chr., und die ersten Aufzeichnungen von Einwohnern auf Brownsea Island sind auf das 9. Jahrhundert datiert, als eine kleine Kapelle und eine Eremitage von Mönchen gebaut wurden. Die Kapelle wurde dem Apostel Andreas gewidmet, und der einzige Bewohner der Insel war ein Einsiedler, der die vorbeiziehenden Seeleute mit spirituellem Wohlstand segnete. Im Jahre 1015 leitete Knut der Große einen Überfall auf den Hafen und verwandte Brownsea als Basis für die Plünderung von Wareham und Cerne Abbey. Im 11. Jahrhundert war der Besitzer der Insel Bruno, der Lord of the Manor von Studland. Nach seiner Invasion von England, gab Wilhelm der Eroberer Studland und somit auch Brownsea Island seinem Halbbruder, Robert von Mortain. Im 12. Jahrhundert gewährte Heinrich II. der Abtei von Cerne die Herrschaft über Brownsea für die nächsten 350 Jahre.

### Tudorzeit und Bürgerkrieg
Nach der Auflösung der englischen Klöster übernimmt die britische Krone die Kontrolle über Brownsea. Heinrich VIII. erkennt die strategisch, wichtige Rolle der Insel, den schmalen Eingang von Poole Harbour zu bewachen. Sie dient als Abschreckungsmittel gegen die einmarschierenden Truppen aus Europa. 1547 wird die Insel durch ein militärisches Blockhaus befestigt, welches unter dem Namen Brownsea Castle bekannt ist. 1576 schenkt Queen Elizabeth I. die Insel Sir Christopher Hatton, der Gerüchten zufolge ihr Geliebter ist. Während des Englischen Bürgerkriegs nimmt das Parlament von Poole Brownsea Castle in Beschlag. Colonel Thomas Pride, der Anführer des Pride’s Purge wurde 1654 auf der Insel stationiert. Sir Robert Clayton, ein Lord Mayor of London und reicher Händler, wird Mitte der 1650er Jahre Besitzer von Brownsea. Nach dessen Tod 1707 kauft William Benson, Mitglied des Parlaments und Architekt, Brownsea Island. Er macht Brownsea Castle zu seiner Residenz und lässt eine Vielfalt an Baumarten anpflanzen.

### Die Insel heute
Seit 1964 nutzt das Brownsea Open Air Theatre die Insel für ihre jährlichen Aufführungen der Werke von William Shakespeare. Die Insel hat ein Besucherzentrum und ein Museum, welches die Geschichte der Insel ausstellt. Es gibt ein Café und auch einen Andenkenladen. Auf der Insel gibt es nur einen einzigen Briefkasten, der täglich geleert wird. Während der Ferienzeit kann man auf dem Campingplatz übernachten, aber es kann auch ein Cottage gemietet werden.